# AG Weser

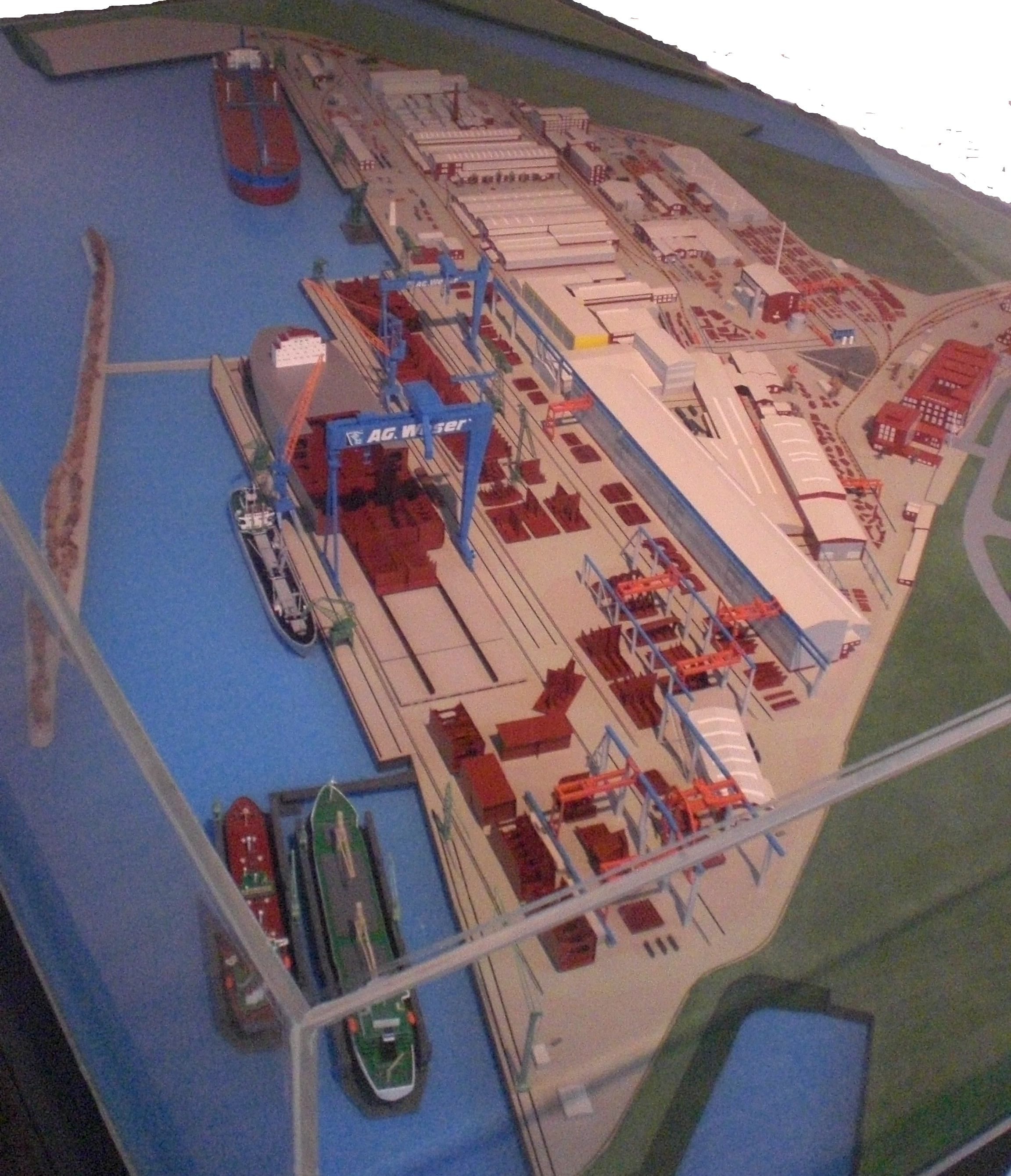
Ein Modell der Werft um 1980 mit den beiden markanten Portalkränen

Die Aktien-Gesellschaft „Weser“ (umgangssprachlich nur AG Weser genannt) war eine Schiffswerft in Bremen-Gröpelingen. Der 1872 gegründete Betrieb wurde 1983 als Folge weltweiter Überkapazitäten im Schiffbau und allzu einseitiger Konzentration auf den Bau von Großtankern geschlossen.
Im Laufe ihres 140-jährigen Bestehens wurden von der A.G. „Weser“ etwa 1.400 Schiffe gebaut; neben dem zivilen hat sich die Werft sehr stark im militärischen Schiffbau engagiert, sowohl für die Kaiserliche Marine (1872–1918) als auch später für die Reichs- bzw. Kriegsmarine (1921–1945). Sie hatte in beiden Weltkriegen großen Anteil am Bau von U-Booten.
Von 1926 bis 1945 war der Betrieb Teil der Deutschen Schiff- und Maschinenbau AG (Deschimag).

## Geschichte

### Entstehung
Die A.G. „Weser“ entstand 1872 als Nachfolger der 1843 von Johann Carsten Hinrich Waltjen und Heinrich Leonhardt gegründeten Eisengiesserei und Maschinenbau-Anstalt Waltjen & Leonhard, die am Stadtrand von Bremen an der Stephanikirchenweide (heute Teil der Überseestadt) angesiedelt war. Diese Eisengießerei und Maschinenfabrik hatte ein weitgefächertes Programm „für alles was sich aus Eisen fertigen läßt“, wie Brücken und Kräne, eiserne Schleusentore, Dampfkessel und Dampfmaschinen bis hin zu ganzen Fabrikausrüstungen. 1847 entstand auch erstmals ein Schiffsneubau, mit der Baunummer 1 der eiserne Seitenraddampfer Roland, verwendet als Schleppfahrzeug und zur Personenbeförderung. Etwa 50 Jahre lang versah die Roland ihren Dienst zunächst auf der Oberweser, dann auf der Unterweser und im Seebäderdienst nach Norderney und Wangerooge. Es folgten weitere Schiffsbauten, darunter 1871 drei Torpedoboote für die Kaiserliche Marine.
Nach dem Ausscheiden von Heinrich Leonhardt, der keinen Schiffbau betreiben wollte, wurde das Unternehmen 1848 in die Aktiengesellschaft C. Waltjen & Co. umgewandelt.
Mit der Erkenntnis, dass der Schiffbau einen stetigen Aufstieg nehmen werde und Bremen hieran beteiligt sein müsse, erfolgte 1872 die Gründung der Actien-Gesellschaft „Weser“ durch achtzehn Bremer Kaufleute und Unternehmer. Wegen seiner günstigen Lage am Weserufer erschien das Waltjen-Unternehmen als Grundlage gut geeignet und wurde folglich – offensichtlich nach anfänglichem Widerstreben des Inhabers Carsten Waltjen – aufgekauft. Carsten Waltjen wurde später Mitglied im Vorstand der neuen Aktiengesellschaft.
Das neue Unternehmen – laut Annonce in der Weser-Zeitung vom 28. März 1872 eine „Gesellschaft zum Bau eiserner Schiffe, Dampfschiffe, Dampfmaschinen, Maschinentheile etc.“ – startete den Schiffbau mit einigen kleineren Einheiten. Der erste größere und für das Überleben der Werft wichtige Auftrag erfolgte von der Kaiserlichen Marine. Zwischen 1875 und 1884 wurden insgesamt 29 Kanonenboote gebaut. Hiermit erfolgte für die A.G. „Weser“ der Einstieg in den militärischen Schiffbau. Hauptaufträge erfolgten jedoch zunächst im nichtmilitärischen Bereich. Es zeigte sich jedoch schon bald, dass wegen der ansteigenden Auftragseingänge sowie auch der zunehmenden Schiffsgröße – vor allem im militärischen Bereich – eine Erweiterung der Werft erforderlich werden würde. Die derzeitige verfügte lediglich über eine einzige Querhelling.
Im Jahre 1901 pachtete daraufhin das Unternehmen vom Bremer Staat ein 47 ha großes Grundstück im Vorort Gröpelingen etwa 5 km von der Bremer Altstadt entfernt in der Nähe der Bremer Häfen für die Dauer von 60 Jahren. Produktion und Personal wurden sukzessive in das neue Werk verlegt, Mitte 1905 war die Umsiedlung beendet. Die alte Werft war inzwischen an den Norddeutschen Lloyd verkauft worden.

### Entwicklung zur Großwerft

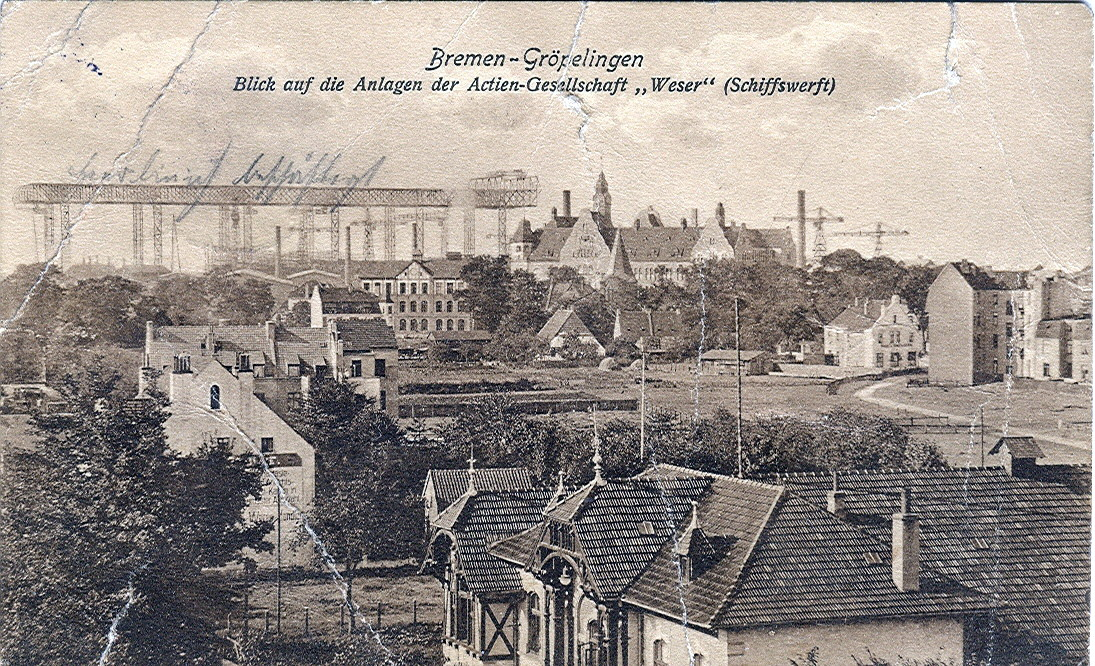
Blick über Gröpelingen auf die Helgengerüste der Werft, um 1914

Von der Gründung der Werft 1872 bis in den Ersten Weltkrieg hinein wurden laut A.G. „Weser“-Neubautenlisten etwa 125 zivile „Schiffe mit Eigenantrieb“ – Fracht- und Passagierdampfer, Schlepper, Fischdampfer, Schwimmkräne und andere – abgeliefert, darunter 1915 die drei bisher größten Frachtdampfer mit jeweils 8.319 BRT für die Bremer D.D.G. Hansa. Dies waren gleichzeitig die letzten im Krieg abgelieferten zivilen Bauten. Hinzu kamen zahlreiche Schiffe ohne Eigenantrieb – Schleppkähne, Pontons und insgesamt vier Segelschiffe – sowie etliche Schwimmbagger.
Die Bremer Großreederei Norddeutscher Lloyd (NDL) vergab nicht viele Aufträge an die Werft, obwohl Waltjen & Leonhard 1866 mit der Falke (II), 663 BRT, das erste und für lange Zeit auch einzige in Deutschland gebaute Seeschiff dieser Reederei geliefert hatten. Die Passagierschiffe des NDL wurden anfangs auf englischen Werften gebaut; erst Mitte der 1880er Jahre bestellte der Lloyd wieder bei deutschen Unternehmen, jedoch zum Großteil bei AG Vulcan Stettin, Schichau in Danzig sowie Blohm & Voss in Hamburg. Die AG Weser lieferte 1900 den Dampfer Deli für die Ostasiatische Küstenfahrt, dann 1903 den Reichspostdampfer Prinz Sigismund, zwei Reichspostdampfer der Feldherren-Klasse (Goeben, Lützow) und schließlich 1909 die über 17.000 BRT große Berlin für den Mittelmeer-New-York-Dienst. Die Werft stellte 1913 für die DEMAG den Ponton des Schwimmkrans „Langer Heinrich“ her. Während des Ersten Weltkriegs wurden außer einigen zivilen Schiffen insgesamt 81 U-Boote der Typen UB, UC und U 57 fertiggestellt.

### Arbeitskämpfe im Ersten Weltkrieg
Bereits vor dem Ersten Weltkrieg gab es 1910 und 1913 in der AG Weser zwei große Werftarbeiterstreiks, bei denen Gewerkschafter auf dem Linken Flügel der Sozialdemokratie und des Deutschen Metallarbeiter-Verbandes (DMV) an Einfluss unter der Arbeiterschaft gewannen. Arbeitskräftemangel während des Krieges wurde zum Teil kompensiert durch den Einsatz kriegsgefangener Zwangsarbeiter, dennoch führte die Rüstungsproduktion zu einer Intensivierung der Arbeit, Einschränkung von Arbeitsrechten und neuen Konflikten. Zwischen 1916 und 1918 kam es, parallel zu vielen anderen Rüstungsbetrieben, auch auf der AG Weser zu politischen Streikbewegungen, angefangen mit einem Sympathiestreik gegen die Verurteilung Karl Liebknechts im Juni 1916. Trotz anfänglicher Ausdünnung bei Kriegsbeginn erlangten nun die sozialdemokratischen Kriegsgegner der Gruppe „Bremer Linksradikale“ größeren Einfluss unter der Werftarbeiterschaft, es bildeten sich zudem politische Gewerkschaftsnetzwerke nach dem Modell der „Revolutionären Obleute“. Die Politisierung der Arbeiterschaft gipfelte im November 1918 in der Bildung eines Arbeiterrates und der aktiven Beteiligung an der Novemberrevolution.

### Weimarer Republik
Nach dem Krieg übernahm am 27. August 1919 der Bremer Bankier J. F. Schröder, Inhaber der Schröder-Bank, den Vorsitz des Aufsichtsrates. Schröder initiierte später eine Werftenkonzentration, die zur Gründung der Deschimag führte. Am 1. April 1921 übertrug man Franz Stapelfeldt den Vorsitz im Vorstand.
Zur Umgehung des Versailler Vertrages wurde 1922 mit Unterstützung der deutschen Reichsmarine zusammen mit den Werften Vulcan-Werke Hamburg und Stettin Actiengesellschaft und der F. Krupp Germaniawerft in Kiel in Den Haag die Tarnorganisation Ingenieurskantoor voor Scheepsbouw gegründet mit dem Zweck, den U-Boot-Bau fortzusetzen und die Kenntnisse des U-Boot-Baus zu erhalten und weiterzuentwickeln.

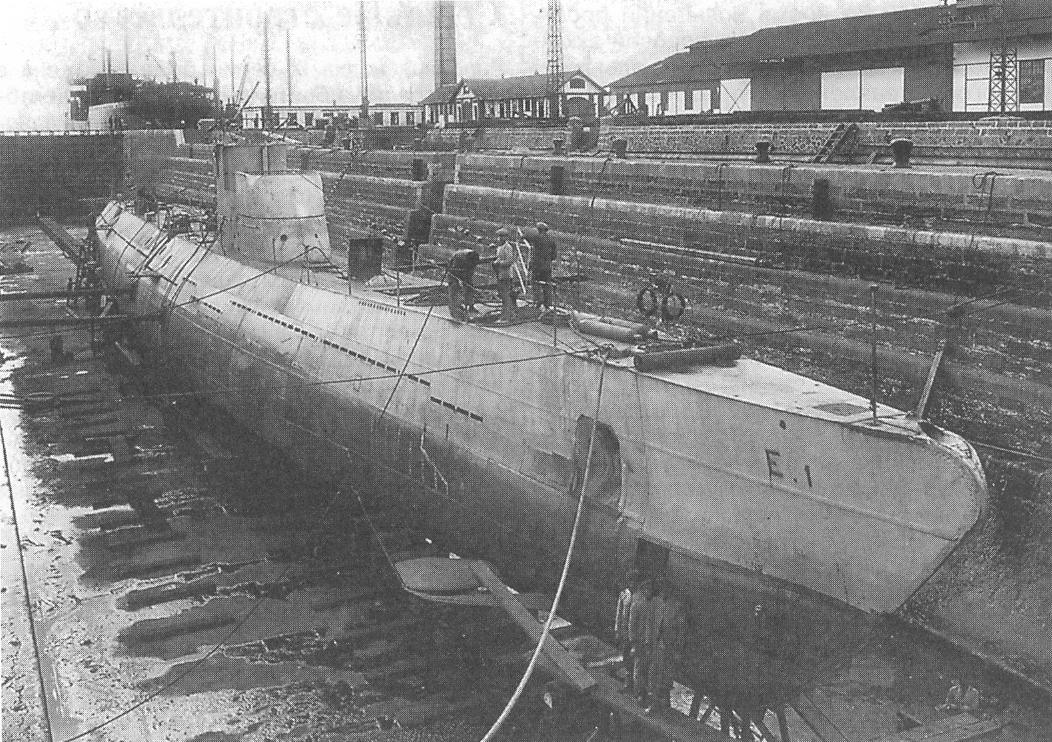
Das spanische U-Boot E-1, entworfen vom Ingenieurskantoor voor Scheepsbouw

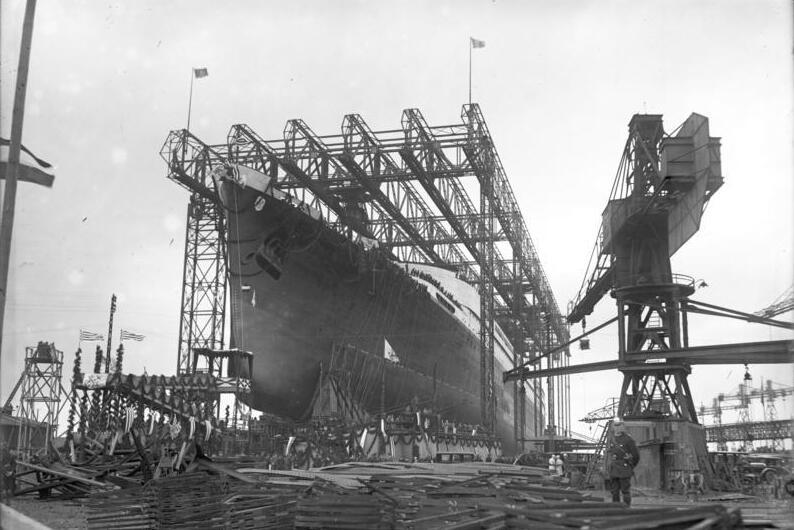
Der Turbinen-Schnelldampfer „TS Bremen“ vor dem Stapellauf, 1928

Als die Situation im Schiffbau Mitte der 1920er Jahre kritisch wurde, schloss sich die AG Weser 1926 mit sieben anderen Werften zur Deutsche Schiff- und Maschinenbau Aktiengesellschaft (Deschimag) zusammen. Nach Vorstellung der Deschimag-Gründer, überwiegend Bremer Kaufleute, Bankiers und Industrielle, sollte die nunmehr als Deschimag A.G. „Weser“ firmierende Werft dort die Führungsposition übernehmen. In den folgenden Jahren gingen die meisten anderen Werften der Deschimag in Konkurs, wurden verkauft oder wie die Tecklenborgwerft in Wesermünde geschlossen. Trotz dieses Konzentrationsprozesses und dem damit verbundenen Abbau von Schiffbaukapazitäten waren die Zeiten der Weltwirtschaftskrise um 1930 herum wirtschaftlich schwierig. Nach dem Konkurs der Rostocker Werft AG Neptun im Sommer 1934 und der Einstellung des Schiffbaus bei der Frerichswerft Einswarden im Jahr darauf bestand der Deschimag-Konzern nur noch aus der Stammwerft (AG Weser, Werk Bremen) und der Seebeckwerft in Wesermünde, die als „AG Weser, Werk Seebeck“ bezeichnet wurde.
Der 1927 begonnene Bau des Turbinen-Schnelldampfers TS Bremen – eines der berühmtesten Passagierschiffe der deutschen Seefahrtgeschichte – sorgte mehrere Jahre für ausreichende Beschäftigung. Nach dessen Ablieferung 1929 an den Norddeutschen Lloyd waren zwar noch einige Neubauaufträge vorhanden, trotzdem mussten Ende 1929 von der etwa 12.000köpfigen Belegschaft mehr als 5.000 entlassen werden. Nachdem 1931 mit der Uhenfels der vorerst letzte Neubau an die DDG Hansa abgeliefert worden war, standen die Helgen für mehrere Jahre leer. Der Schiffsneubau kam völlig zum Erliegen und im Sommer 1932 stand das Unternehmen kurz vor dem Konkurs. Erst im Mai 1934 erfolgte mit der Cairo wieder der Stapellauf eines Neubaus.
Weitere Geschäftsfelder neben dem Schiffbau waren zu der damaligen Zeit der Bau von Schiffsantrieben wie Dampfmaschinen, Dieselmotoren und Dampfturbinen, Schiffsgetrieben und -kupplungen und Dampfkessel – sowohl Eigenentwicklungen als auch Lizenzfertigungen – sowie Bauer-Wach-Abdampfturbinen, eine von der Tecklenborgwerft nach deren Schließung übernommene Entwicklung. Erfolgreich war die AG Weser auch in der Vergabe von Lizenzen für viele diese Aggregate. Längere Zeit war die Werft auch Vorreiter im Bau von Schiffen nach der Maier-Form, einer speziellen Rumpfform zur Erhöhung der Seetüchtigkeit und Wirtschaftlichkeit.
Die erste Hälfte der 1930er Jahre waren wirtschaftlich schwierig; es wurden nur wenige Schiffe gebaut. Das Tochterunternehmen Weser-Flugzeugbau-GmbH wurde 1934 gegründet, um bei der Aufrüstung von Reichswehr (ab 1935 Wehrmacht/Luftwaffe) partizipieren zu können.

### Militärischer Schiffbau
Mit dem Bau von Kanonenbooten für die Kaiserliche Marine hatte sich die AG Weser bereits zu Anfang ihres Bestehens im militärischen Schiffbau engagiert. Mit insgesamt 146 Einheiten für die Kaiserliche Marine und 196 Einheiten für die Kriegsmarine wurde die Werft zu einem der wichtigsten Lieferanten von Kriegsschiffen. Damit stand die A.G. „Weser“ im Gegensatz zur zweiten Bremer Großwerft Bremer Vulkan, die sich mit Ausnahme der Kriegsjahre ausschließlich auf den zivilen Schiffbau konzentrierte und erst in den 1980ern in den Kriegsschiffbau einstieg.
Der Anteil der Marinebauten an den abgelieferten Neubauten betrug für die AG Weser in den Jahren 1909/10 bereits etwa 50 % und 1917/18 fast 100 %, 1936 bereits wieder 66 % mit steigendem Anteil auf 82 % im Jahre 1938.
Bereits 1912 gab es auf der Werft ein Konstruktionsbüro für U-Boote. Zur Umgehung der Bestimmungen des Versailler Vertrages wurde 1922 mit Unterstützung der deutschen Reichsmarine und zusammen mit den Werften Vulcan-Werke Hamburg und Stettin AG (Vulcan Stettin/Vulcan Hamburg) und der Kieler Krupp Germaniawerft die Tarnfirma Ingenieurskantoor voor Scheepsbouw im holländischen Den Haag gegründet mit dem Zweck, den U-Boot-Bau fortzusetzen und die Kenntnisse im U-Boot-Bau zu erhalten und weiterzuentwickeln.

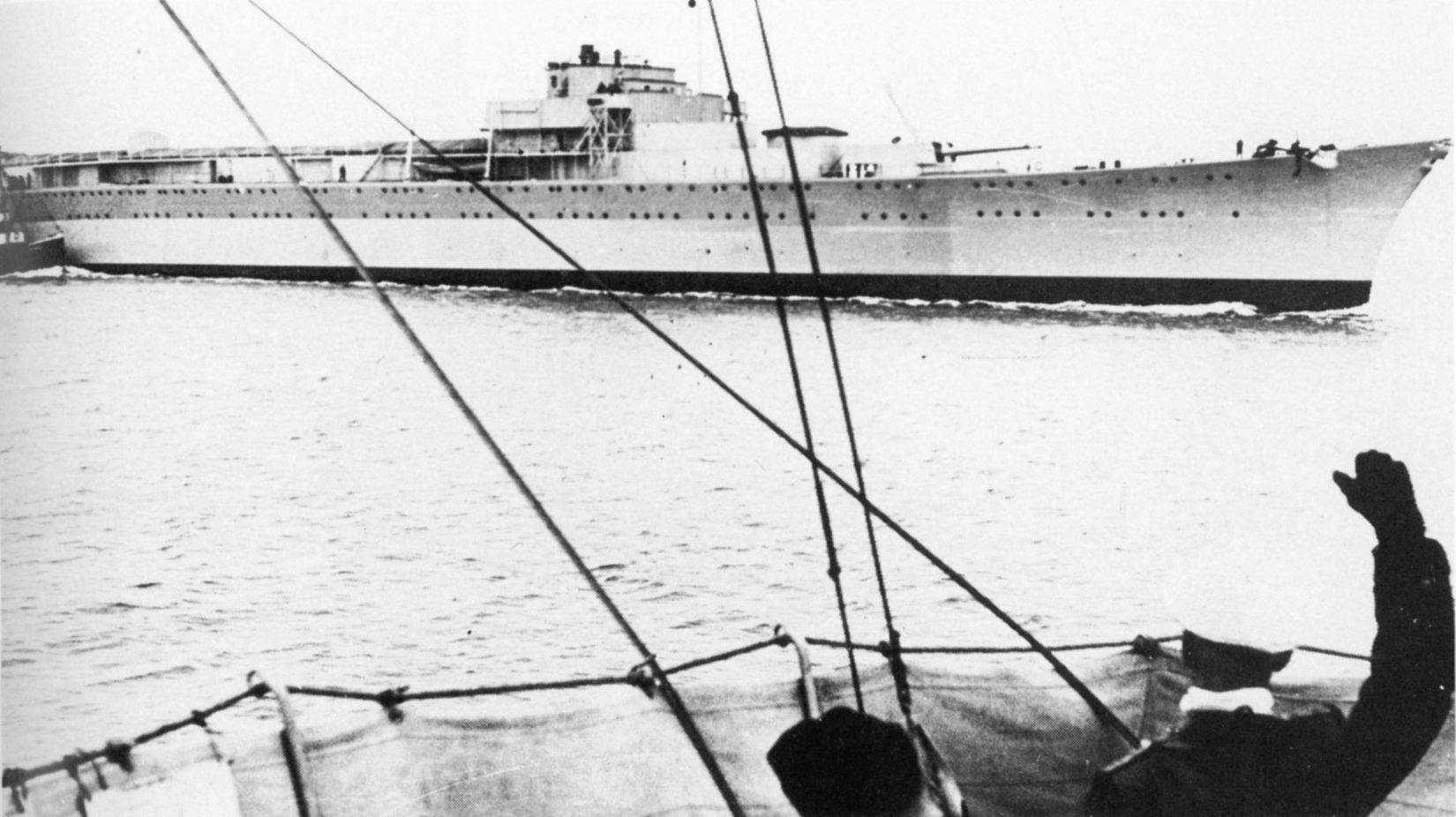
Die 1940 an die Sowjetunion verkaufte Lützow wird halbfertig Richtung Leningrad geschleppt

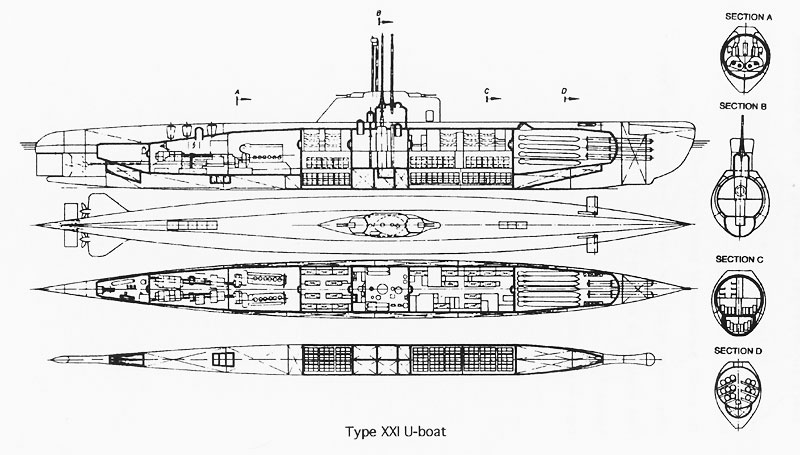
Konstruktionszeichnung U-Boot Typ XXI

1936 erfolgte mit dem Bau des Artillerie-Schulschiffs Brummer der erste Neubau für die Kriegsmarine. Diese erteilte dem Deschimag-Konzern in den folgenden Jahren Großaufträge vor allem zum Bau von Zerstörern und Unterseebooten: allein 1935 vier Zerstörer und acht U-Boote. Bis Ende 1939 liefert die Deschimag-Stammwerft AG Weser 17 U-Boote der Typen I A, VII A, IX A und B, zehn Zerstörer der Baureihen 1934 A und 1936 und ein Artillerieschulschiff. Sechs Torpedoboote der Baureihe 1935 befanden sich in der Endausrüstung. Die beiden vom Stapel gelassenen Schweren Kreuzer der Admiral-Hipper-Klasse wurden nicht fertiggestellt: auf Befehl Hitlers wurden Anfang 1943 die Arbeiten zum Umbau der Seydlitz zum Flugzeugträger gestoppt; bereits 1940 war die Lützow in unfertigem Zustand an die Sowjetunion verkauft worden.
Bis zum Ende des Zweiten Weltkriegs wurden fast nur noch Kriegsschiffe gebaut, neben 15 Zerstörern der Baureihen 1936 A, 1936 A (Mob), 1936 B auch ein erheblicher Teil der 1174 deutschen U-Boote, die von 1935 bis 1945 vom Stapel gelassen wurden (davon 1153 in Dienst gestellt). Die 162 von der AG Weser gebauten U-Boote gehörten zu den größeren Klassen IX (Überseeboote) und XXI (Elektroboote; ab Mai 1944). Mit 224 Booten lieferte nur Blohm & Voss in Hamburg mehr ab.
Im Oktober 1944 wurde die Werft bei den Luftangriffen auf Bremen so schwer getroffen, dass der Betrieb vorübergehend eingestellt werden musste.
Unter den 20.000 Werftarbeitern waren fast ein Fünftel Zwangsarbeiter und Kriegsgefangene, 1944 kamen zudem noch 1.500 Häftlinge aus dem KZ Neuengamme hinzu. 1944 wurde auf dem Gelände der AG Weser unter harten und unmenschlichen Bedingungen von Zwangsarbeitern und Kriegsgefangenen der Bau des U-Boot-Bunker Hornisse begonnen. Im Schutz vor Bombenangriffen sollten hierin U-Boot-Sektionen gebaut werden, die anschließend im U-Boot-Bunker Valentin unter Leitung des Bremer Vulkan zu U-Booten montiert werden sollten. Beide Bunker sind nie fertiggestellt worden.
Nach dem Zweiten Weltkrieg war die Werft bis auf eine Ausnahme nicht mehr im Kriegsschiffbau tätig: Im Auftrag des Bremer Vulkan als Generalunternehmer lief 1980 die Fregatte Niedersachsen bei der AG Weser vom Stapel und wurde nach Fertigstellung beim Vulkan von der Bundesmarine im Oktober 1982 in Dienst gestellt.

### Nach dem Zweiten Weltkrieg

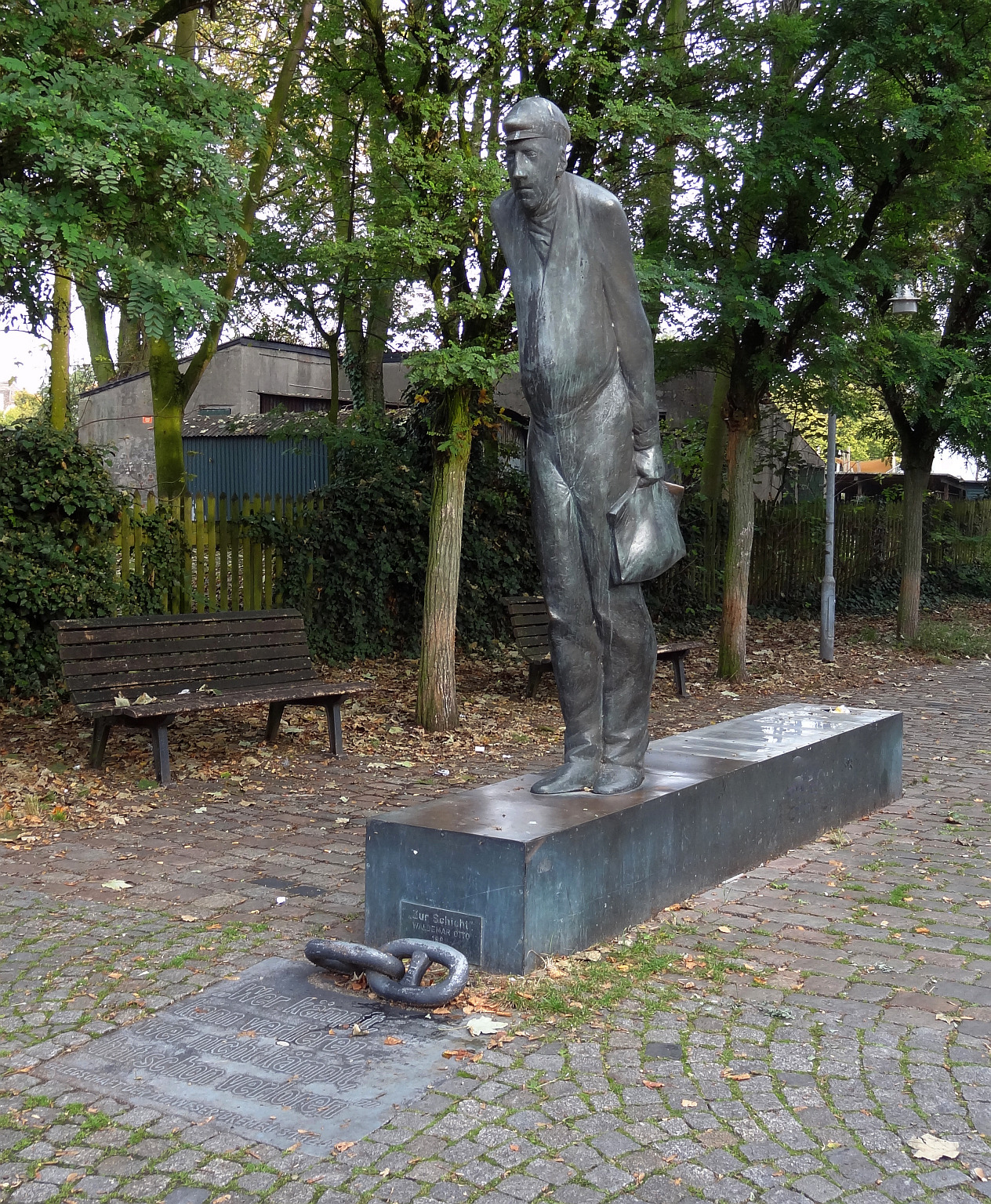
Zur Schicht, Skulptur von Waldemar Otto

Nach dem Krieg wurde die Werft zerlegt, Helgen und Kräne gesprengt, der größte Teil des Maschinenparks konfisziert und zwischen 1945 und 1948 als Reparationsleistung an die Sowjetunion ausgeliefert. Teilweise waren Werftgelände und Werfthafen durch beschädigte oder gesunkene Schiffe, hauptsächlich U-Boote und beschädigte Schwimmdocks, blockiert. Schätzungen gehen davon aus, dass auf dem Werftgelände die Gebäuden zu 25 bis 40 Prozent zerstört waren und die Werft nach der Demontage des Maschinenparks zu etwa 80 Prozent arbeitsunfähig war. Die Deschimag wurde Ende 1945 aufgelöst, die Werften firmierten wieder unter ihren ursprünglichen Namen Aktien-Gesellschaft „Weser“ bzw. A.G. „Weser“ Seebeckwerft.
Da der Schiffbau durch die Militärregierung verboten war, wurde nach Auswegen gesucht, einen möglichst großen Teil der Belegschaft der Werft zusammenzuhalten und damit das erworbene Know-how zu bewahren sowie die notwendigen Aufräumungsarbeiten einzuleiten und einen eventuellen späteren Schiffbau vorzubereiten. Im Sommer 1946 wurde deswegen die Bremer Maschinenbau und Dockbetrieb GmbH, kurz Bremer Dock, gegründet, die sich auf dem Werftgelände ansiedelte und einen großen Teil der „Weser“-Belegschaft übernahm. Die Bremer Dock beschäftigte sich in den folgenden Jahren hauptsächlich mit Reparaturarbeiten von Schiffen und anderer Verkehrsmittel, Instandsetzungsarbeiten zerstörter Betriebe sowie allgemeinen Aufgaben des Maschinenbaus.
Laut Potsdamer Abkommen sollte die AG Weser zu den fünf für immer ausgelöschten deutschen Werften gehören. Insbesondere durch den Einsatz des damaligen Bremer Bürgermeister Wilhelm Kaisen gelang die Aufhebung der alliierten Schiffsbaubeschränkung, daraufhin erhielt die AG Weser 1951 die Genehmigung für Schiffsneubauten. Die weniger zerstörte und von einer Demontage verschonte Seebeckwerft hatte diese bereits 1949 erhalten. Die Bremer Dock war nunmehr überflüssig und wurde aufgelöst. Der erste Schiffsneubau der Werft war 1952 der 2.650 BRT große Frachter Werratal.
Von 1963 bis 1970 wurde ein umfangreiches Modernisierungsprogramm durchgeführt. Danach präsentierte sich die Werft mit Kränen für 500 und 780 t Hubkraft, die zwei Helgen für Schiffe bis 500.000 tdw überspannten. Daneben wurden Gebäude errichtet, in denen mit modernster Technik rationelle Vormontagen von Schiffs- und Maschinenteilen erfolgten. Zu dieser Zeit beschäftigten die AG Weser und deren angeschlossene Seebeckwerft etwa 8.000 Mitarbeiter. Damit war sie wieder die größte Werft im Weser-Ems-Gebiet.
Die AG Weser konzentrierte sich im Folgenden auf Schiffsgrößen bis 400.000 tdw, die Bremerhavener Seebeckwerft auf solche bis 20.000 tdw. Neben dem Schiffsneubau beinhaltete das Programm auch Schiffsreparaturen und -umbauten ebenso wie den Motoren- und Aggregatebau.

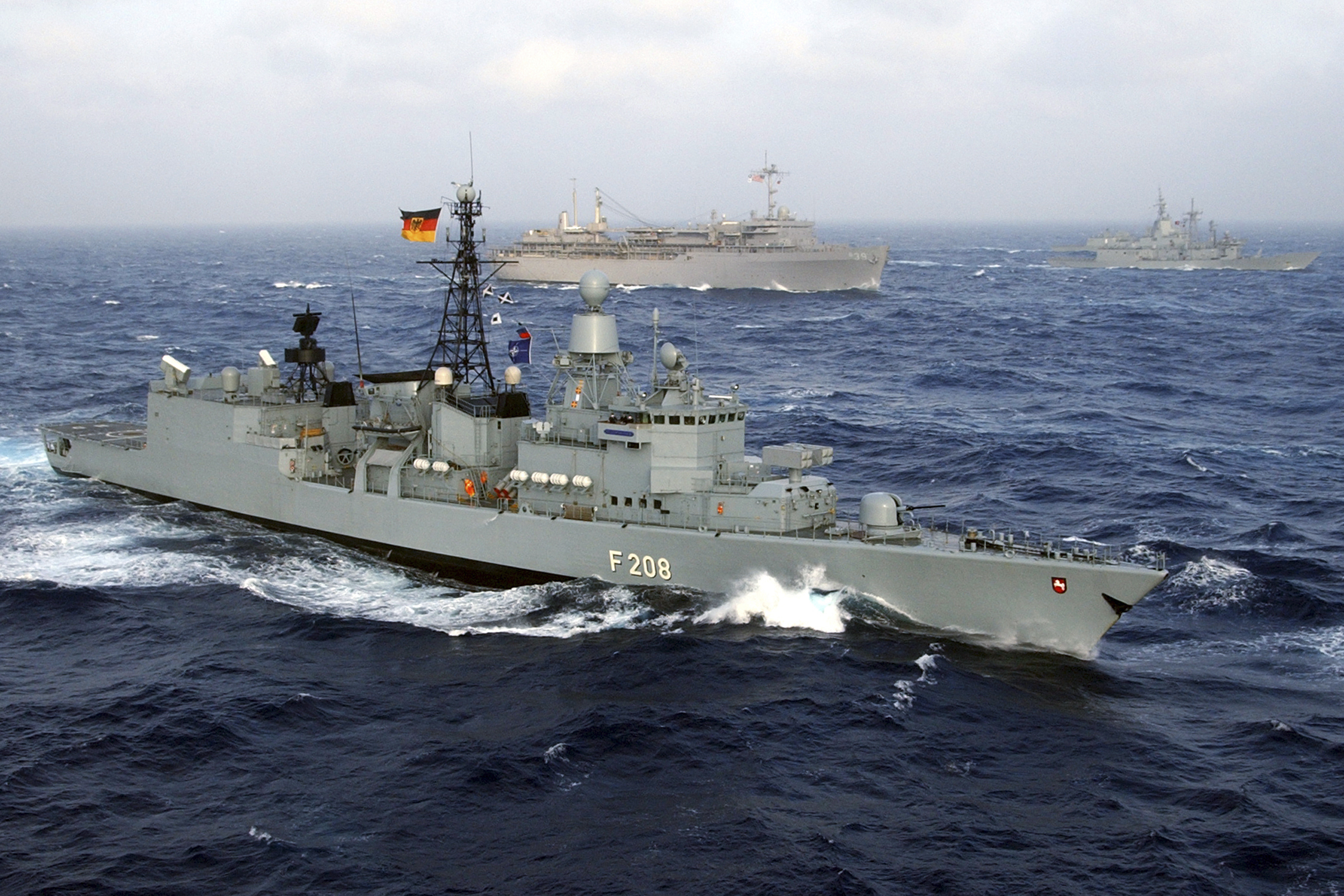
Die Fregatte Niedersachsen (F208)

Ab 1963 war es mit dem Ausbau der Werft möglich, Schiffe bis zu einer Größe von 150.000 tdw zu bauen. Bald war die AG Weser wieder die größte Werft im Weser-Ems-Gebiet.
In den folgenden Jahren wurde die Werft immer weiter ausgebaut, ohne dass die Fertigungsprozesse grundsätzlich verändert wurden. In der Folge wurden viele Aufträge für Großtanker hereingenommen. Der letzte Ausbau in den frühen 1970er Jahren vergrößerte die Werft so weit, dass sie Schiffe bis zu 650.000 tdw hätte bauen können.
Nach der ersten Ölkrise 1973 kam es aber nicht zu weiteren Tankeraufträgen. Großtanker konnten in Deutschland nicht mehr zu wettbewerbsfähigen Preisen hergestellt werden, der Großtankerbau verlagerte sich nach Japan und weiter nach Korea, wo eine nationale Schiffbaupolitik strategische Investitionen in den Bau von Großsektionen in Serien ermöglichte. Zudem war der letzte Großaktionär, mit 86 Prozent die Fried. Krupp GmbH, eine Tochter der Friedrich Krupp AG, stets reich an strategischen Konzepten zur Diversifikation, aber knapp mit Investitionskapital.

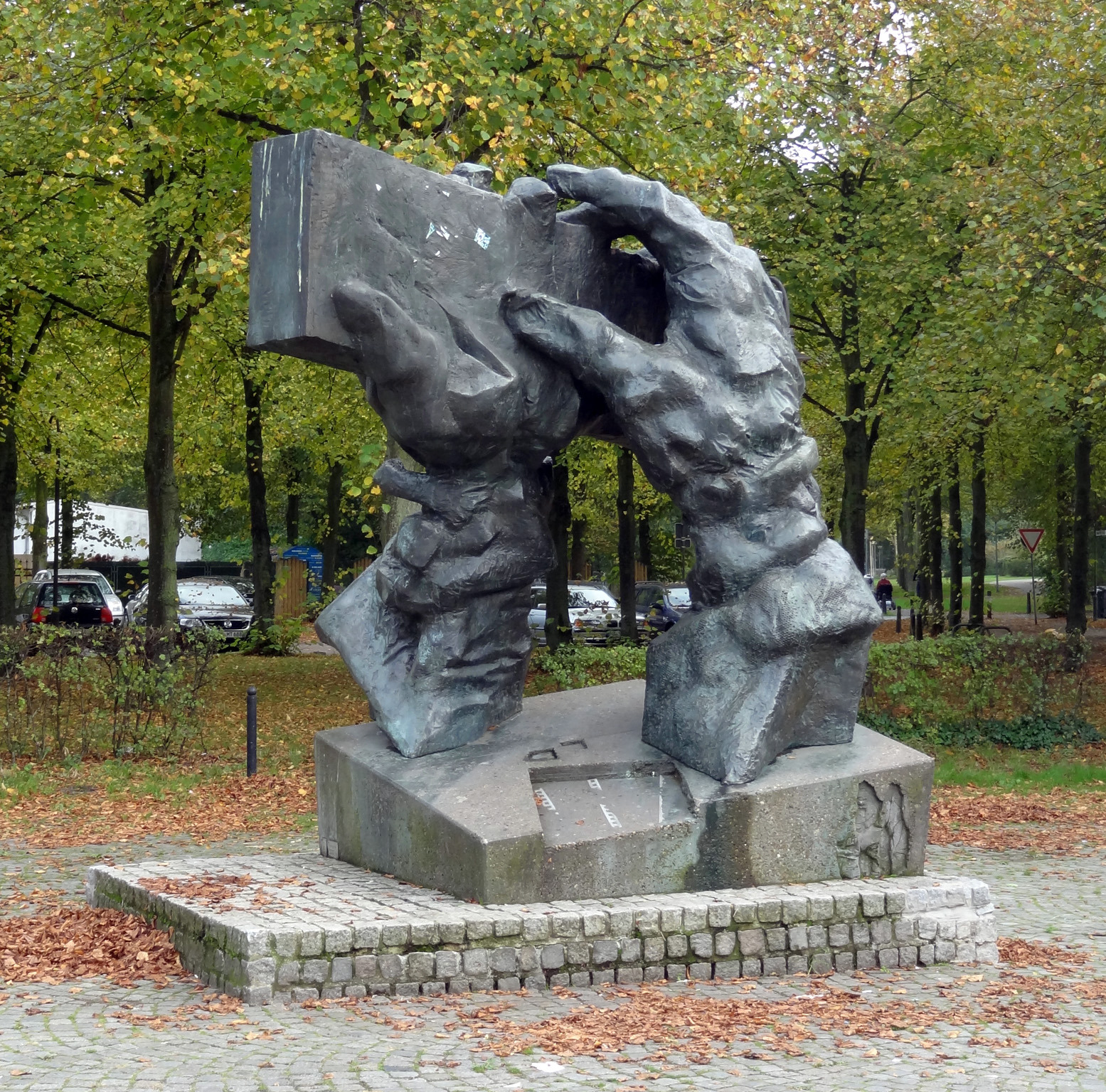
Arbeitende Hände, Plastik von Bernd Altenstein

Anfang der 1980er Jahre wurde Bremen endgültig von der Werftenkrise erfasst, es fehlten Aufträge für die beiden Großwerften AG Weser und Bremer Vulkan. Die angestrebte engere Zusammenarbeit der Werften scheiterte.
Nach langen, schließlich gescheiterten Verhandlungen und einer Besetzung der Werft durch die Arbeiter unter Führung des Betriebsratsvorsitzenden Hans Ziegenfuß, die für einen Erhalt der Werft kämpften, wurde die AG Weser am 31. Dezember 1983 geschlossen. Für den Krupp-Konzern war es eine von vielen Schließungen, für den Standort Bremen die zweite Stilllegung in der Werftbranche mit zahlreichen Zulieferbetrieben und Dienstleistern nach der Stilllegung der Atlas-Werke von 1969. Teile dieser wurden im Zuge der Maßnahmen zur Verhinderung eines Konkurses ihres Eigentümers Hugo Stinnes bereits vorher durch Finanzier Rudolf Münemann an den Krupp-Konzern verkauft.

### Gedenken
- Die Skulptur Zur Schicht von 1983 in Gröpelingen, Ecke Lindenhofstraße/Dockstraße von Waldemar Otto erinnert an das Arbeitsleben sowie die politischen Kämpfe und Werftbesetzung der ehemaligen Werftarbeiter von 1983.
- Die Plastik Arbeitende Hände von 1987 in Gröpelingen auf dem Bürgermeister-Ehlers-Platz am Pastorenweg vom Bildhauer Bernd Altenstein nimmt das Thema der Werftarbeiterin der Form zweier werktätiger Hände auf.
- Das Bunker-Wandbild mit Werftmotiven am Pastorenweg 70 in Bremen-Gröpelingen wurde 1978 von Jürgen Waller und Studierenden der Hochschule für Künste erschaffen.
- Mit der Werftstraße in Gröpelingen-Lindenhof wird an die AG Weser gedacht.
- Auf dem Waller Friedhof steht der Gedenkstein für Carsten Waltjen, Gründer einer Werft aus der die AG Weser wurde.
- Die Stapelfeldtstraße in Gröpelingen wurde nach Werft-Generaldirektor Franz Stapelfeldt benannt.
- Eine Gedenk-Tafel Schiffbau in Bremen Die Werft AG „Weser“ und ein Kranlaufelement des Bockkrans befindet sich auf dem ehemaligen Werftgelände am Helgen V hinter dem Gebäude der Waterfront in Gröpelingen.
- Vor dem alten Verwaltungsgebäuden der AG Weser wurde die Haltestelle der Straßenbahnlinie 3 als Use Akschen benannt.

Günther Hörmann, Thomas Mitscherlich, Detlef Saurin haben 1983/1984 einen Dokumentarfilm unter dem Titel Der Untergang der AG Weser erstellt.

## Gebäude

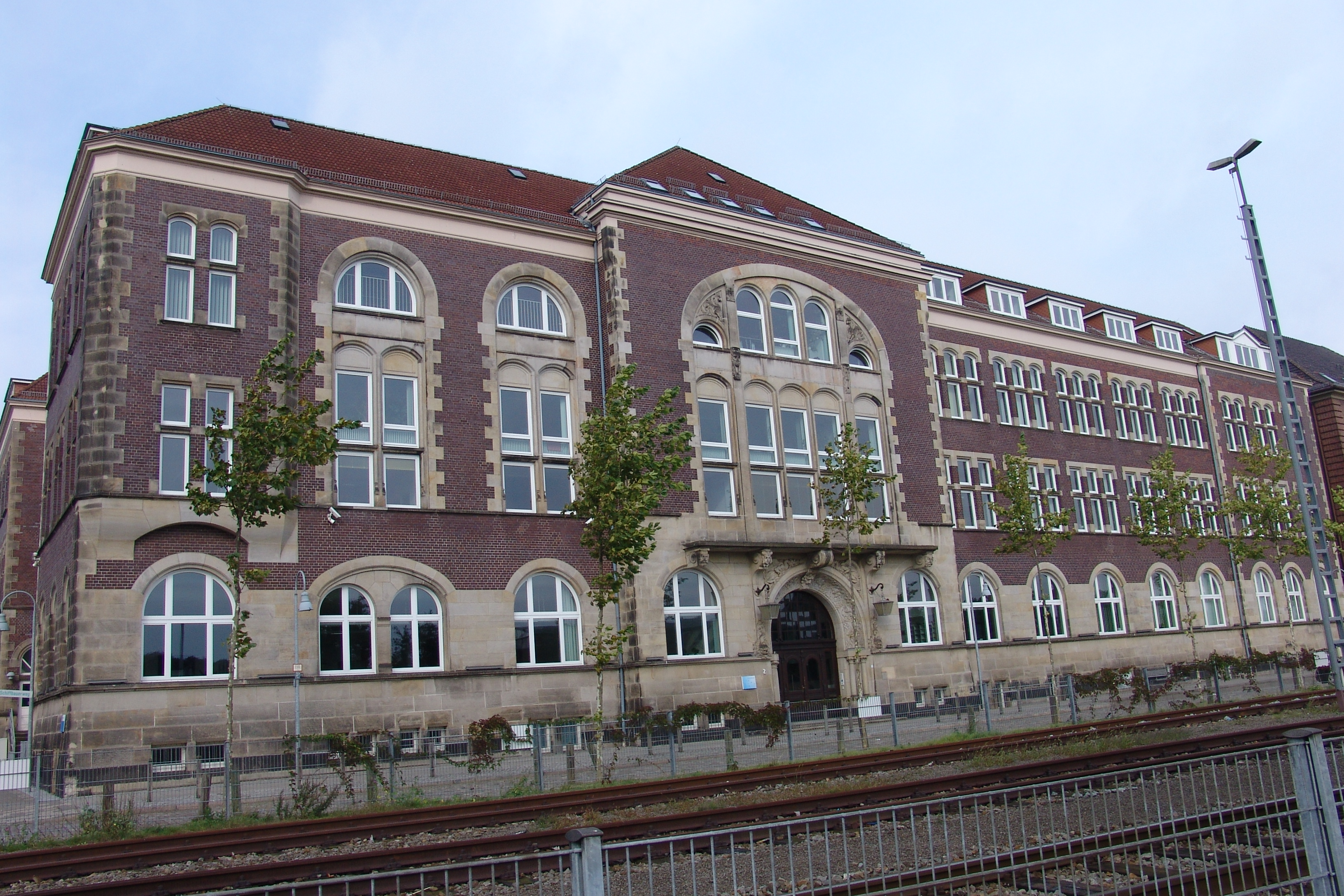
Verwaltungsgebäude von 1905

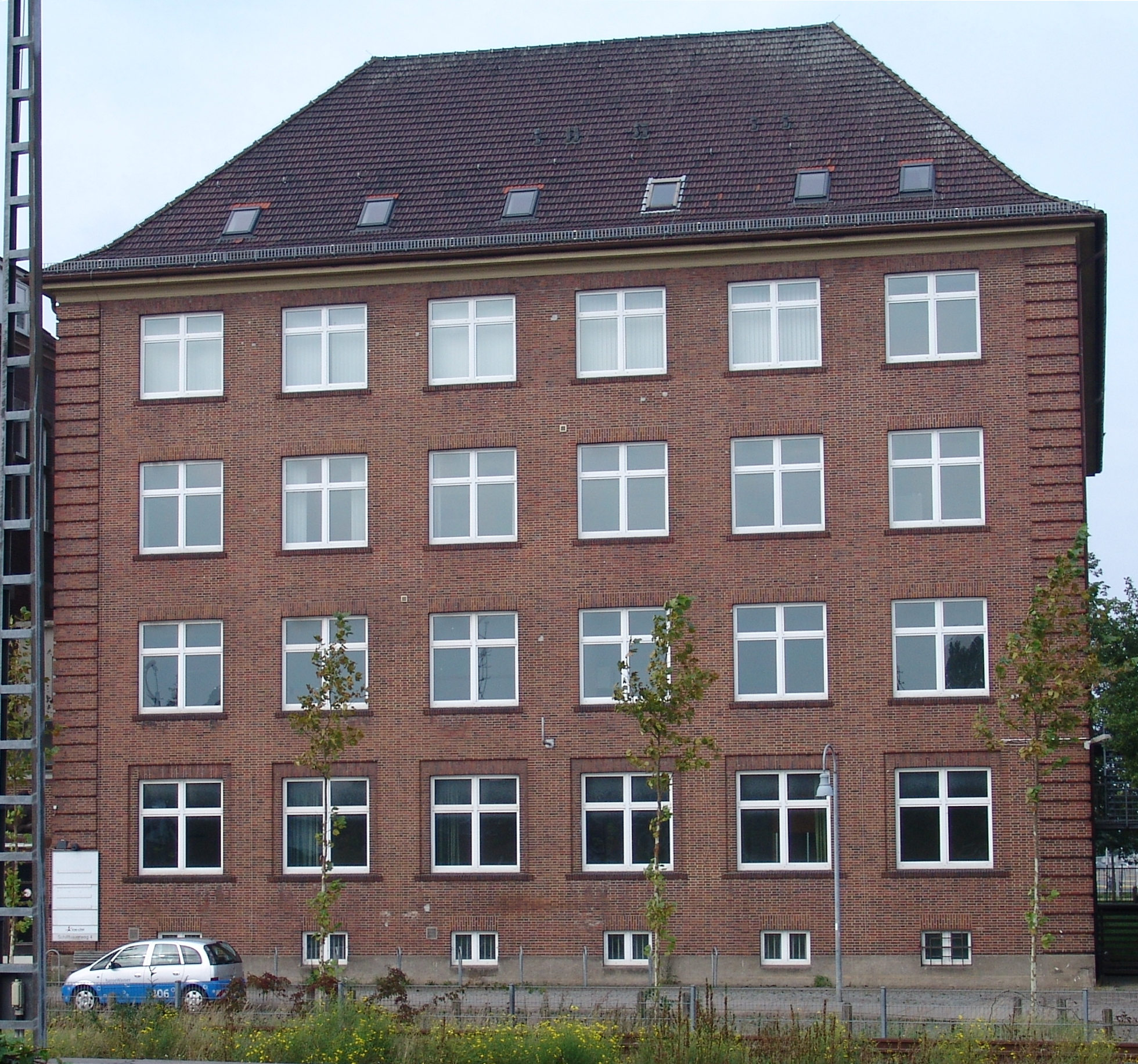
Verwaltungsgebäude von 1930

### Verwaltungsgebäude von 1905
Das Verwaltungsgebäude der A.G. „Weser“, Schiffbauerweg 2/4 im Stadtteil Bremen-Häfen an der Grenze zu Gröpelingen wurde von 1903 bis 1905 nach Plänen des Architekten Diedrich Tölken gebaut und 1930 erweitert. Ein Umbau erfolgte 1949/50 nach Plänen von Th. Rottgeri. Das wuchtige dreigeschossige, rotsteinsichtige Gebäude mit seinen Walmdächern im Stil der Neorenaissance entspricht in der Gestaltung der Epoche des Historismus. Es gruppiert sich um zwei Lichthöfe.
Es gehörte zu den repräsentativsten Bauten Bremens, vergleichbar mit den Kontorhäusern von Johann Poppe (Sparkasse Bremen, Reisbörse, Bremer Baumwollbörse, Lloydgebäude) und mit der von Tölcken und Albert Dunkel entworfenen Bremer Bank am Domshof. Nach den Kriegsschäden und den Umbauten sind sämtliche Zwerchgiebel und Dachaufbauten wie der Uhrturm- als Dachreiter und die überkuppelte Laterne des Turmerkers verschwunden. Heute kennzeichnet das Bauwerk das wuchtige Rundbogenportal des Haupteingangs mit dem bildhauerischen Schmuck. Die ruhige, zeittypische Gliederung aus hellem Sandstein gibt dem Gebäude eine sachliche Note.

### Verwaltungsgebäude von 1930
Das 1930 errichtete viergeschossige Erweiterungsgebäude, Schiffbauerweg 4, passt sich in Gesimshöhe und Fassadenmaterial dem Altbau von 1905 an. Es steht in der Tradition des norddeutsch-niederländischen barocken „Backsteinklassizismus“ des 17. Jahrhunderts. Der Erweiterungsbau ergänzt das Hauptgebäude und bildet mit diesem eine untrennbare Baugruppe. Über dem Eingang zum östlichen Verbindungsgang zwischen beiden Baukörpern befindet sich das Relief eines „heroischen“ Schiffbauers.
Das Gebäude steht seit 2006 unter Bremer Denkmalschutz.

### Heutiger Zustand

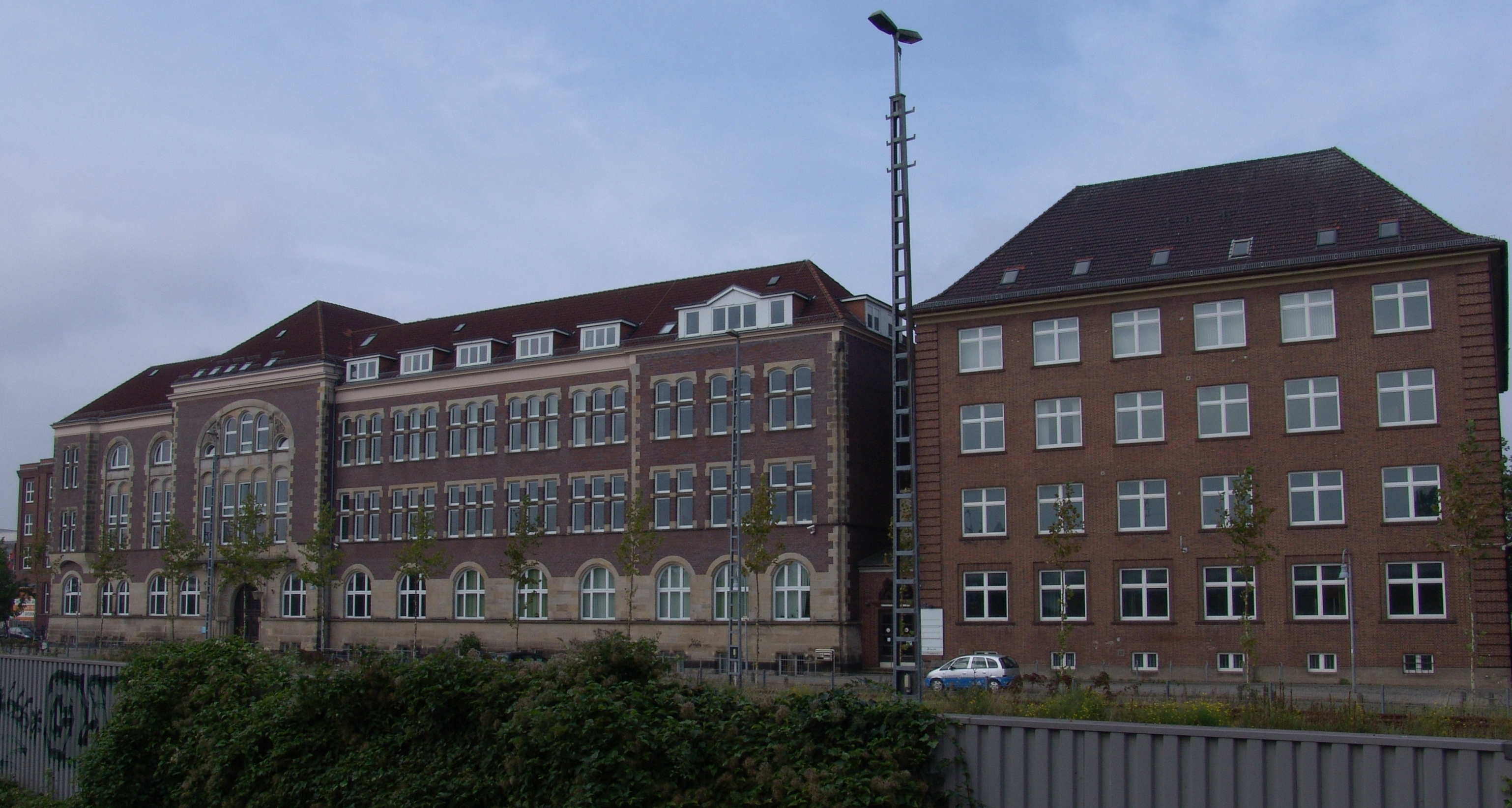
Bestehendes Verwaltungsgebäude-Ensemble

Maschinenpark und Inventar der A.G. „Weser“ wurden verkauft, die meisten Gebäude nach und nach abgerissen. Das 1905 errichtete Verwaltungsgebäude beherbergt heute die Hanse Wasser Bremen, das Gebäude aus dem Jahre 1930 wird von anderen Firmen genutzt. Die beiden Portalkräne – weithin sichtbares Wahrzeichen der Werft – standen noch längere Zeit bis auch sie einen Käufer fanden und demontiert wurden.
Die Bremer nannten und nennen noch heute die A.G. „Weser“ umgangssprachlich „Use Akschen“, also „Unsere Aktien(gesellschaft)“, was die Verbundenheit der (Gröpelinger) Bürger mit „ihrer“ Werft zeigt. Auf dem ehemaligen Werftgelände befinden sich die Einkaufspassage Waterfront Bremen, die Veranstaltungshalle Pier 2 und einige weitere kleinere Unternehmen, nachdem der ursprünglich dort angesiedelte Space Park Bremen nach knapp sieben Monaten Betrieb aufgrund des zu geringen Besucherinteresses im September 2004 wieder geschlossen wurde.
Die Straße Use Akschen führt heute durch das ehemalige Werftgelände.

## Schiffe
Auswahl gebauter Schiffe mit Eigenantrieb; Jahreszahlen bezogen auf Indienststellung
Bei der AG Weser entstanden für die Kaiserliche Marine die Küstenpanzerschiffe Beowulf (Stapellauf 1890) und Frithjof (1891), die Großlinienschiffe Westfalen (1908), Thüringen (1909) und Markgraf (1913), der Panzerkreuzer Gneisenau (1906), der Große Kreuzer Victoria Louise (1897) und vierzehn Kleine Kreuzer beginnend mit Hela (1895), dann Niobe (1899), Ariadne und Medusa (1900), Frauenlob und Arcona (1902), Bremen (1903), München (1904) und Leipzig (1905), Magdeburg (1911) und Stralsund (1911), dann Regensburg (1914), Königsberg (1915) und Emden (1917); der Kleine Kreuzer Leipzig wurde nicht mehr fertiggestellt. Bei der AG Weser entstanden auch die Minenkreuzer Nautilus (1906) und Albatross (1908) und das Vermessungsschiff Planet (1905).
- 1847, Bau-Nr. 1, Seitenraddampfer Roland, 346 BRT (nach Thiel, nach Kludas 187 BRT, was glaubhafter erscheint) für die Gesellschaft für die Betreibung einer Dampfschifffahrt auf der Oberweser, 1857 an den Norddeutschen Lloyd (NDL) verkauft
- 1866, Bau Nr. 6, Dampfer Nordsee für den NDL, u. a. im Helgoland-Dienst eingesetzt, 1933 abgewrackt
- 1870, Bau-Nr. 12, Raddampfer Lloyd, 332 BRT, erstes Schiff für den Norddeutschen Lloyd, im Seebäderdienst eingesetzt. AG Weser liefert bis zum Kriegsbeginn 1914 an die Bremer Großreederei nur elf Schiffe.
- 1876, Panzerkanonenboot Wespe, erstes Schiff für die Kaiserliche Marine, Typschiff von zehn weiteren bei AG Weser gebauten Booten, die nur selten im Dienst waren.
- 1877, Bark Fürst Bismarck[11]
- 1883, Bau-Nr. 62, Frachtdampfer Soneck für die Deutsche Dampfschiffahrtsgesellschaft „Hansa“ (DDG Hansa), erstes von 56 Schiffen für diese Reederei bis 1967, davon 15 bis 1915.
- 1900, Kleiner Kreuzer Niobe der Gazelle-Klasse, bis 1916 werden weitere elf Kleine Kreuzer für die Kaiserliche Marine fertiggestellt, dazu drei Aviso und zwei Minenkreuzer.
- 1900, Bau-Nr. 126, Frachtdampfer Deli, 1394 BRT, für den Küstendienst des Norddeutschen Lloyd zwischen Singapur und Bangkok.
- 1903, Bau-Nr. 136, Reichspostdampfer Prinz Sigismund, 3302 BRT, für den Norddeutschen Lloyd zum Einsatz auf der Nebenlinie Singapur–Neuguinea–Sydney, später Australien–Neuguinea–Yap–Japan.
- 1906, Bau-Nrn. 148/9, Frachter Thüringen und Lothringen, 5000 BRT, für den Australiendienst des Norddeutschen Lloyd.
- 1906/1907, Bau-Nr. 155–158, Feuerschiff Reserve Sonderburg als erstes von vier Schwesterschiffen, heute umgebaut zu Segelschulschiff Alexander von Humboldt, die anderen drei waren die Norderney (I) (heute Museumsschiff in Wilhelmshaven), die Norderney (II) und die Amrumbank (I) (beide im Zweiten Weltkrieg zerstört).
- 1907, Bau-Nr. 151, Reichspostdampfer Goeben, 8792 BRT, für den Norddeutschen Lloyd zum Einsatz auf der Hauptlinie nach Ostasien.
- 1907, Linienschiff Westfalen der Nassau-Klasse für die Kaiserliche Marine, nahm 1916 an der Skagerrakschlacht teil, 1920 an Großbritannien ausgeliefert, 1924 abgewrackt.
- 1908, Bau-Nr. 160, Reichspostdampfer Lützow, 8818 BRT, für den Norddeutschen Lloyd zum Einsatz auf der Hauptlinie nach Ostasien.
- 1909, Bau-Nr. 164, Passagierdampfer Berlin, 17324 BRT, für den Norddeutschen Lloyd zum Einsatz zwischen Genua und New York.
- 1911/1913, Linienschiffe Thüringen (Helgoland-Klasse) und Markgraf (König-Klasse) für die Kaiserliche Marine, beide Schiffe nahmen an der Skagerrakschlacht teil; Thüringen 1920 an Frankreich ausgeliefert, 1923–33 abgewrackt; Markgraf 1918 in Scapa Flow interniert, dort 1919 selbst versenkt, 1936 gehoben und abgewrackt.
- 1914–1918, 81 U-Boote für die Kaiserliche Marine, davon 36 der Baureihe UB III.
- 1926, Bau-Nr. 398, Rotor-Motorschiff Barbara, Versuchsschiff mit Zusatzantrieb durch drei Flettner-Rotoren auf dem Deck (Ausnutzung des Magnus-Effekts, siehe auch Rotorschiffe).
- 1929, Bau-Nr. 872, Turbinenschnelldampfer Bremen für den Norddeutschen Lloyd. Die Bremen errang auf ihrer Jungfernfahrt das Blaue Band mit einer Durchschnittsgeschwindigkeit von 27,83 Knoten. Auf ihrer 187sten Atlantiküberquerung Ende August 1939 wurde die Bremen vom Kriegsbeginn überrascht; unter ihrem Kapitän Kommodore Ahrens gelang der Durchbruch von New York über Murmansk nach Deutschland. Das Schiff brannte im März 1941 am Bremerhavener Kai aus, vermutlich durch Brandstiftung eines Besatzungsmitglieds.
- 1935, Bau-Nr. 891, Schnelldampfer Scharnhorst für den Ostasiendienst des Norddeutschen Lloyd mit turbo-elektrischem Antrieb. Bei Kriegsbeginn in Japan wurde Scharnhorst dort 1942/43 zu einem Flugzeugträger umgebaut. Als Shin’yō am 17. November 1944 von einem US-U-Boot vor Shanghai versenkt.
  - das Schwesterschiff, Bau-Nr. 893, Gneisenau, auch für den Ostasiendienst, aber mit Getriebeturbinen, war bei Kriegsbeginn in der Heimat. Ein auch hier geplanter Umbau zu einem Flugzeugträger unterblieb. Diente als Truppentransporter und Wohnschiff. Am 2. Mai 1943 vor Gedser nach Minentreffer gesunken.
- 1936, das Artillerieschulschiff Brummer war das erste Schiff, das AG Weser für die Kriegsmarine fertigstellte.
- 1936, auch noch 7 U-Boote ausgeliefert, Bau-Nrn. 903/4, U 25 und U 26, erste Hochseeboote der Kriegsmarine und einzige Boote der Baureihe IA, sowie Bau-Nrn. 908–912, U 27 bis U 31, sogenannte Atlantikboote der Baureihe VIIA. AG Weser stellte bis zum Kriegsende noch U 32 vom Typ VIIA, 113 Hochseeboote der verschiedenen Baureihen des Typs IX und 41 des Typs XXI fertig.
- 1937, Bau-Nr. 899, Zerstörer Z 5 Paul Jacobi; 1958 in Frankreich abgewrackt. Die AG Weser baute 25 von insgesamt 40 Zerstörern der Kriegsmarine.
- 1937, Bau-Nrn. 906/907, 917/918, 950, fünf Frachtmotorschiffe des Typs Ehrenfels für die DDG Hansa, vier Schwesterschiffe beim Bremer Vulkan,
  - darunter 1937, Bau-Nr. 917, Kandelfels, im Krieg eingesetzt als Hilfskreuzer Pinguin, 1941 vom britischen Kreuzer Cornwall gestellt und beschossen, nach Treffer im Minenladeraum explodiert und gesunken, über 300 Tote.
- 1937, Bau-Nr. 933, Walfangmutterschiff Unitas für die Margarine-Union, die zugehörigen Fangboote wurden 1937 beim Bremer Vulkan gebaut (Unitas I, Bau Nr. 751, und Unitas II–VIII, Bau Nrn. 740–746).
- 1937, Bau-Nrn. 925–930, sechs Frachtmotorschiffe des Typs Eider für den Norddeutschen Lloyd, der Rumpf der beiden letzten Schiffe im Unterauftrag bei Seebeck-Werft gebaut,
  - darunter 1938, Bau-Nr. 926, Ems, im Krieg eingesetzt als Hilfskreuzer Komet; Ende 1942 im Ärmelkanal durch britische Flugzeuge und Motortorpedoboote versenkt. 251 Tote, nur ein Überlebender
- 1939, Kreuzer Seydlitz und Lützow der Admiral-Hipper-Klasse, beide Schiffe wurden nicht fertiggestellt.
- 1953–1954, Turbinentanker Olympic Cloud, -Wind, -Storm, -Breeze, -Rainbow, -Sky für die Olympic Transportation Co., New York (Reeder: Aristoteles Onassis)
- 1979, Fregatte Niedersachsen für die deutsche Bundesmarine (in Zusammenarbeit mit dem Bremer Vulkan als Generalunternehmer)
- 1983, Bau-Nr. 1417, das 28.422 tdw Containerschiff Ubena (IMO-Nummer 8208921) war das letzte bei der AG Weser gebaute Schiff.[12]